# Новое направление (историография)
Но́вое направле́ние — течение в советской исторической науке в 1960-е — начале 1970-х годов, сторонники которого оспаривали официально признанные выводы в отношении Октябрьской революции 1917 года
«Новое направление» было связано с изучением социально-экономического развития России и истории российских революций 1917 года. Его сторонниками были московские учёные П. В. Волобуев (директор Института истории СССР), К. Н. Тарновский, И. Ф. Гиндин, В. П. Данилов, А. М. Анфимов, Л. М. Иванов, А. Я. Аврех, Ю. И. Кирьянов; сотрудники региональных вузов В. В. Адамов, Н. В. Блинов, П. Г. Галузо, Ю. И. Серый и др.
Они доказывали, что нельзя выводить Октябрьскую революцию напрямую из зрелости русского капитализма, необходимо учитывать многоукладность российской экономики и признать роль стихийности в развитии революционных событий, говорили об общедемократическом потенциале Октябрьской революции, об альтернативности развития российского общества.
По согласованию с отделом науки ЦК КПСС в 1972 году была проведена дискуссия, на которой противники «нового направления» остались в меньшинстве. В июле 1972 года бюро отделения истории Академии наук СССР по инициативе академика и партийного деятеля П. Н. Поспелова приняло постановление, осуждавшее «новое направление». В марте 1973 года состоялось совещание в отделе науки ЦК КПСС, на котором «новое направление» было охарактеризовано, как «ревизионистское», заведующий отделом С. П. Трапезников заявил, что «новое направление» представляет собой покушение на теоретические, программные, стратегические и тактические основы ленинизма. П. В. Волобуев был снят с поста директора Института истории СССР как «не справившийся с работой». Главным объектом нападок была избрана многоукладность. По мнению руководства, этой концепцией ставилась под сомнение победа капитализма в России и тем самым социалистический характер Октябрьской революции.